# Mănăstirea Giurgeni

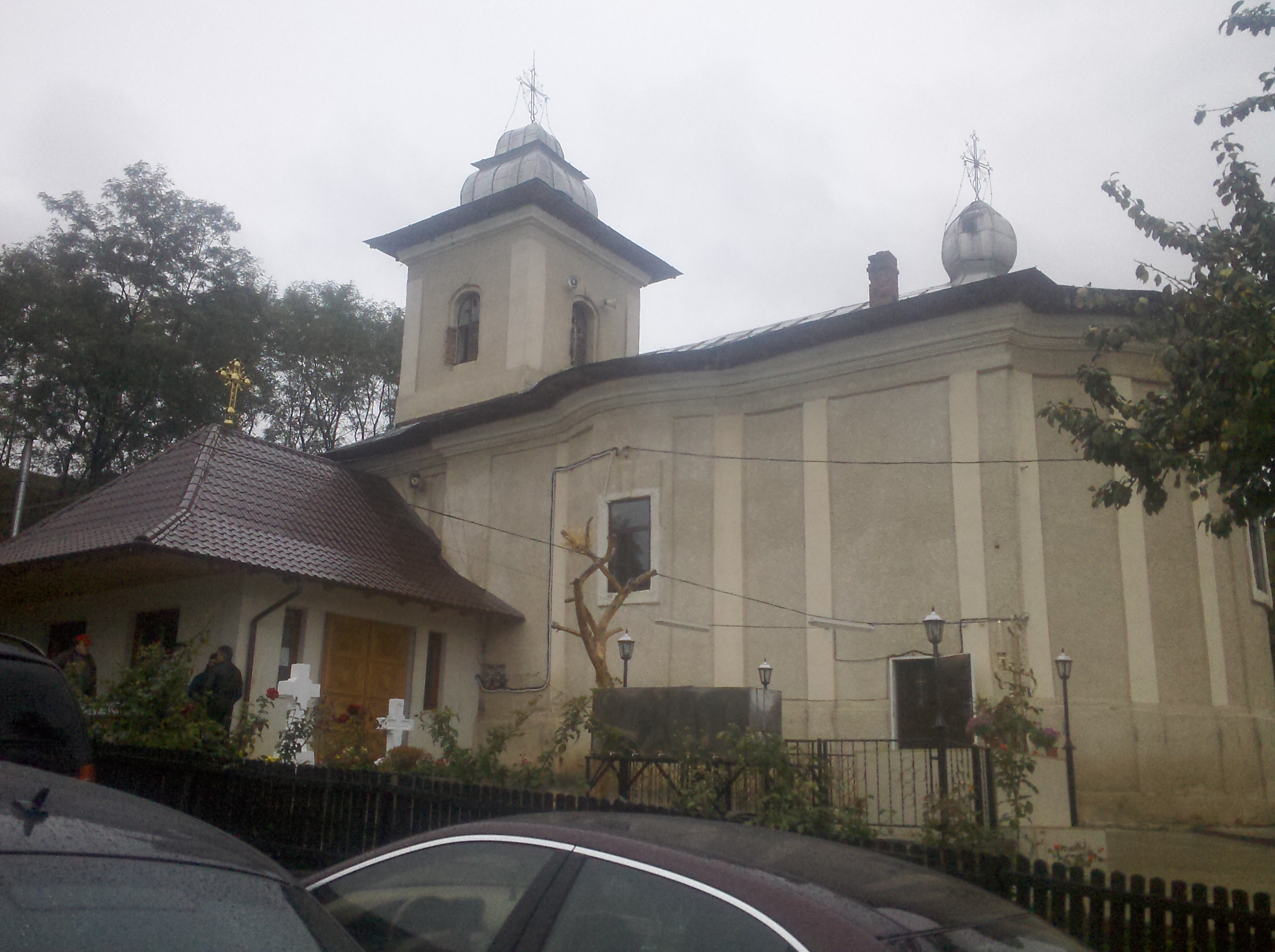
Biserica mânăstirii în forma inițială, înainte de renovare

Mânăstirea Giurgeni poartă hramul Nașterii Maicii Domnului și se află în localitatea cu același nume în cadrul comunei Valea Ursului, județul Neamț, la 28 kilometri de orașul Roman.Mânăstirea este de rit ortodox românesc și ține de Protopopiatul Romanului din cadrul Arhiepiscopiei Romanului și Bacăului.

## Istorie
Potrivit izvoarelor existente, Schitul Giurgeni a luat ființă la anul 1738, când doi răzeși,  Gheorghiță și Ioniță Stahie din satul Giurgeni, au dăruit Episcopului Ghedeon al Romanului, părțile lor de moșie pentru „a-și face Sfințenia Sa Schiticelul în moșia aceasta”. Voi reda transcrierea după documentul original al daniei în întregime:
1738 (7247) octombrie 17
    “ † Adecăți eu Gheorghiță Stahie din Giurgeni și cu frate-miu, Ioita, cari ne tragim din moșul nostru, din Gheorghi, din Giurgeni, carili iasti fecioru lu(i) Io(na)șcu Tititci facem știri tuturor cui s-ar cădea a ști cu acestu adevărat zapis al nostru pentru părțile de moșii ce avem în siliște, în Giurgeni, în pădurii și în câmpu, care o samă de părți sintu făcuti cu multă osteneală de mânuli noastri, Gheorghiță și cu frate-miu, Ion, făcuti din păduri, și osăbiti părți ce avem în vatra siliștii în Giurgeni împreună cu alți răzeși de pe moșul nostru Ionașco Titici. Deci noi ne-am sfătuit amândoi frații carii mai suntem pomeniți și ne-am îndemnatu cu voie lui Dumn(e)zău de nime siliți, nici asupriți ce de a noastră bunăvoi(e) am dat Svinții Sale părintelui Ghedeon, episcopului de Roman, acesti părți care mai sus sintu însămnate să aibă aș face Svinție Sa și schiticel în moșie aceasta, ca să fii lui dreptă occină și moșii și aș lua tot vinitul ce ar hi pe aceli părți din țarină, din fânaț, din stupi orice s-ar lucra pe aceli părți din tot vinitul Svinție Sa să aibă a ne scrii la pomelnicu, ca să aibă a să pumeni sufleteli acelora la Sfântul Jărtăvnicu și la Svinteli Leturghii.
Iar carii din neamul și sămenție no(a)stră s-ar scula și s-a îndemna a strica tocmala ace(a)sta unii ca acei să fii blăstămați și afuri(si)ți de Domnul Dumn(e)zău, și de Maica Precistă, și de trii suti 18 oteță de la Nechiia, și de S(vâ)ntu(l) Ioan Botezătorul, și de 12 Apostoli și de toți Svinții, și aibă parte cu Iuda și cu Trecletul Ariie. Iar carii nu s-ar (a)mesteca să fii (i)ertați și pentru aceasta danii și tocmală și pentru mai multă credință ne-am pus și degiteli.
† Vlet 7247 oc(tomvrie) 17 dn(i)
† Gheorghie Stahi / † Ion Stahi
Episcopul Ghedeon al Romanului a căzut la învoială și a înființat pe aceste părți de moșie dăruite de acești doi răzeși schitul cu hramul Tăierea Capului Sfântului Ioan Botezătorul, destinându-l ca metoc al Episcopiei Romanului. Primul egumen al acestui schit se numea Veniamin. El îndeplinea și funcția de egumen al schitului Drăgești. La anul 1778 se dă mărturie Episcopului Leon al Romanului despre părțile de moșie închinate de Gheorghita și Ionita Stahie, Episcopiei de Roman, unde își are metocul, datorită unor răzeși care afirmau că unele părți din această moșie le aparțin deoarece și ei își au originea din neamul lor ( Arhivele Naționale ale României, Serviciul Județean Iași, fond Schitul Giurgeni, pachet I, dosar 3. Copie din sec. XVIII, hârtie rupta la îndoituri). În anul 1739-1740 s-a început construirea primei biserici de lemn mai sus de actualul amplasament care datorita aunaecarilo de teren a fost mutat. Aceasta era construită în totalitate din lemn, cu temelia din piatră, dimensiunile sale erau de 12 m lungime pe 5 metri lățime și 7 înălțime, era prevăzută cu pronaos, naos și altar, fără pridvor, și acoperită cu șindrilă. Interiorul bisericii nu era pictat ci era prevăzut cu icoane, dintre care astăzi se mai păstrează icoana Făcătoare de minuni a Maicii Domnului, Icoana Mântuitorului Iisus Hristos, al cărui pictor este Ierom. Nectarie Zugravul, dar și icoana Sfântului Ioan Botezătorul, icoana Sfântului Ierarh Nicolae, câteva icoane ale Maicii Domnului, două cu scena răstignirii, precum și câteva cu sfinții arhanghelii Mihail și Gavriil. Catapeteasma era sculptată în lemn de tei. Deasupra naosului, în partea vestică, era construită o clopotniță cu un singur clopot. Un lucru deosebit de important, ce trebuie menționat, este faptul că exista obiceiul ca stareți, egumeni și starețe să fie îngropați în pridvor. Astăzi  se mai găsesc doar două morminte cu câteva inscripții. Nu se cunoaște cu exactitate anul când au încetat oficierea Sfintelor Slujbe în acest locaș, ci doar faptul că în anul 1810 a început construirea actualei biserici din piatră și cărămidă a mănăstirii. Schitul a funcționat de la anul 1738 până la anul 1860 când legea Secularizării averilor mânăstirești desființează schitul pentru trei ani.
După această dată au fost dărâmate clădirile anexe ale mânăstirii rămânând doar biserica. După căderea comunismului biserica se redeschide iar din 1993 până în 2000 devine mânăstire de maici, apoi din 2000 devenind de călugări. În vara anului 2011 aici viețuiau 7 călugări. Din 2005 s-a început restaurarea și clădirea unor noi clădiri anexe, de asemenea s-a închegat o gospodărie de tip țărănesc cu păsări și animale.

## Icoana făcătoare de minuni
La 6 august 1831 mânăstirii i-a fost dăruită o icoană a Preasfintei Maicii Domnului care este îmbrăcată în argint curat și i s-au atribuit de la început fapte miraculoase. Legenda spune că în mod miraculos i-au apărut o a doua gură și un al treilea ochi. Datorită puterilor tămăduitoare pe care se consideră că le are, la această mânăstire se strâng vinerea noaptea la slujba de Sf. Maslu mii de credincioși din regiune, în special Roman, Vaslui și Bacău dar și din întreaga țară.

## Galerie

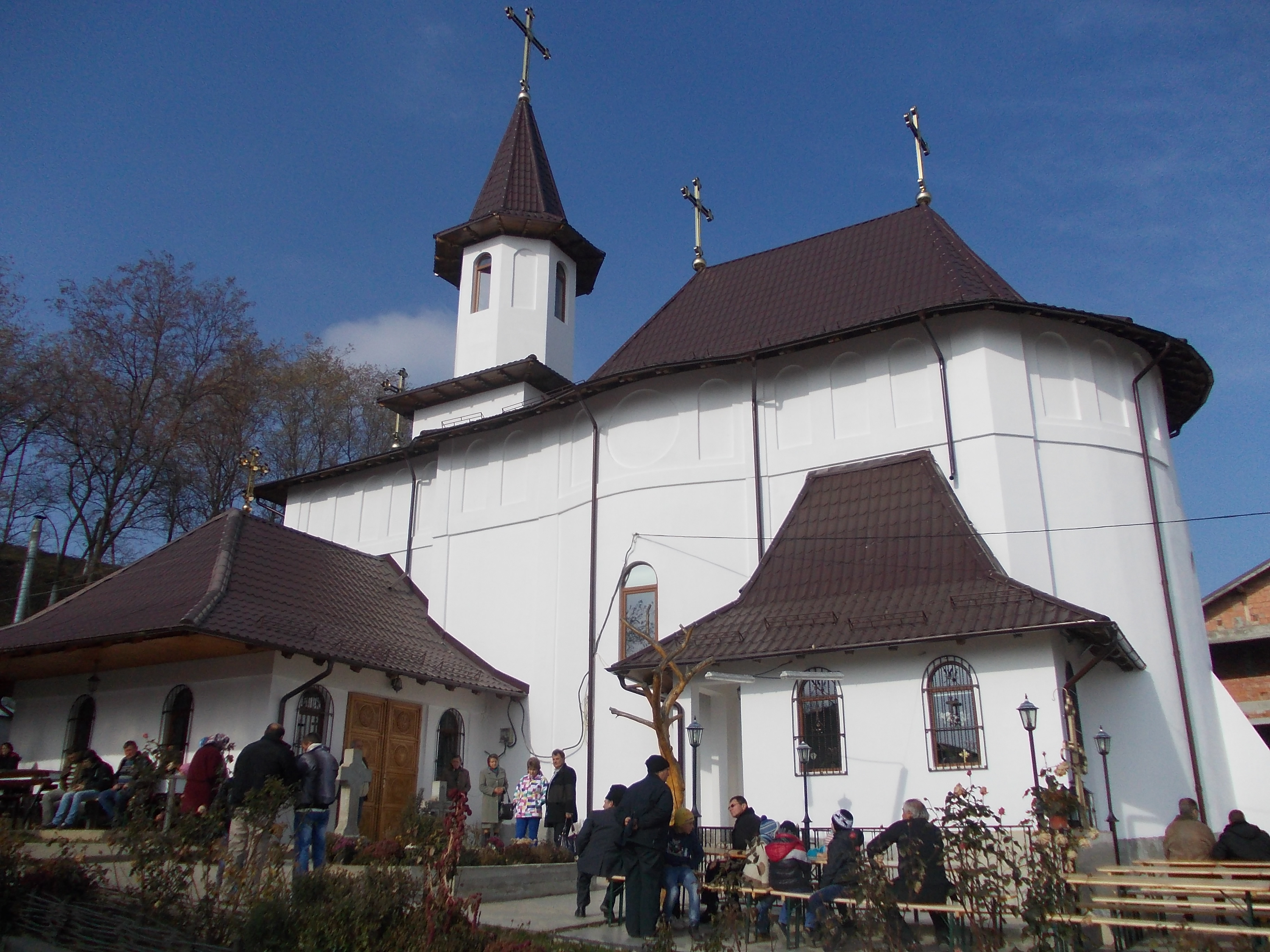
Biserica mânăstirii Giurgeni după renovare
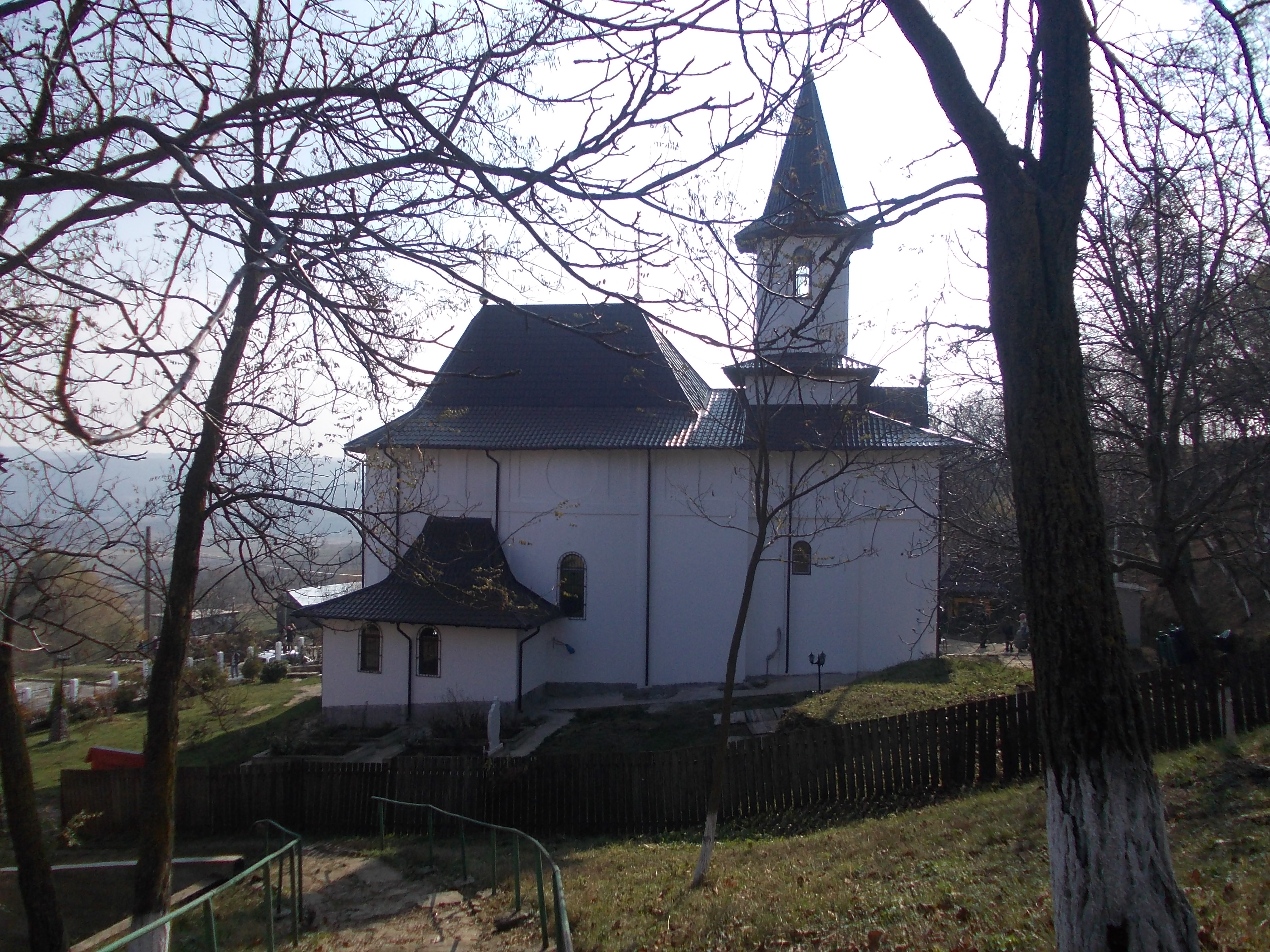
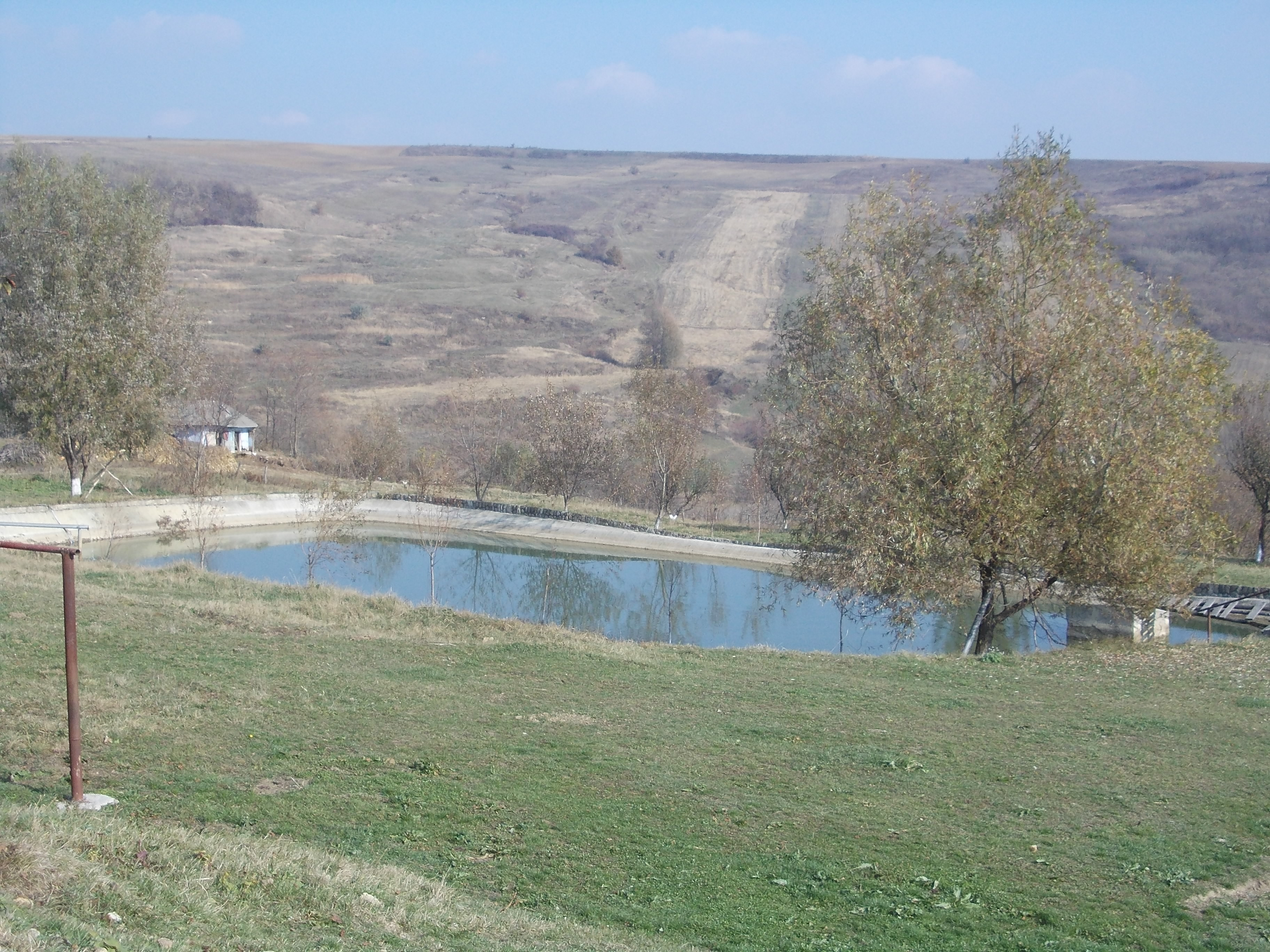
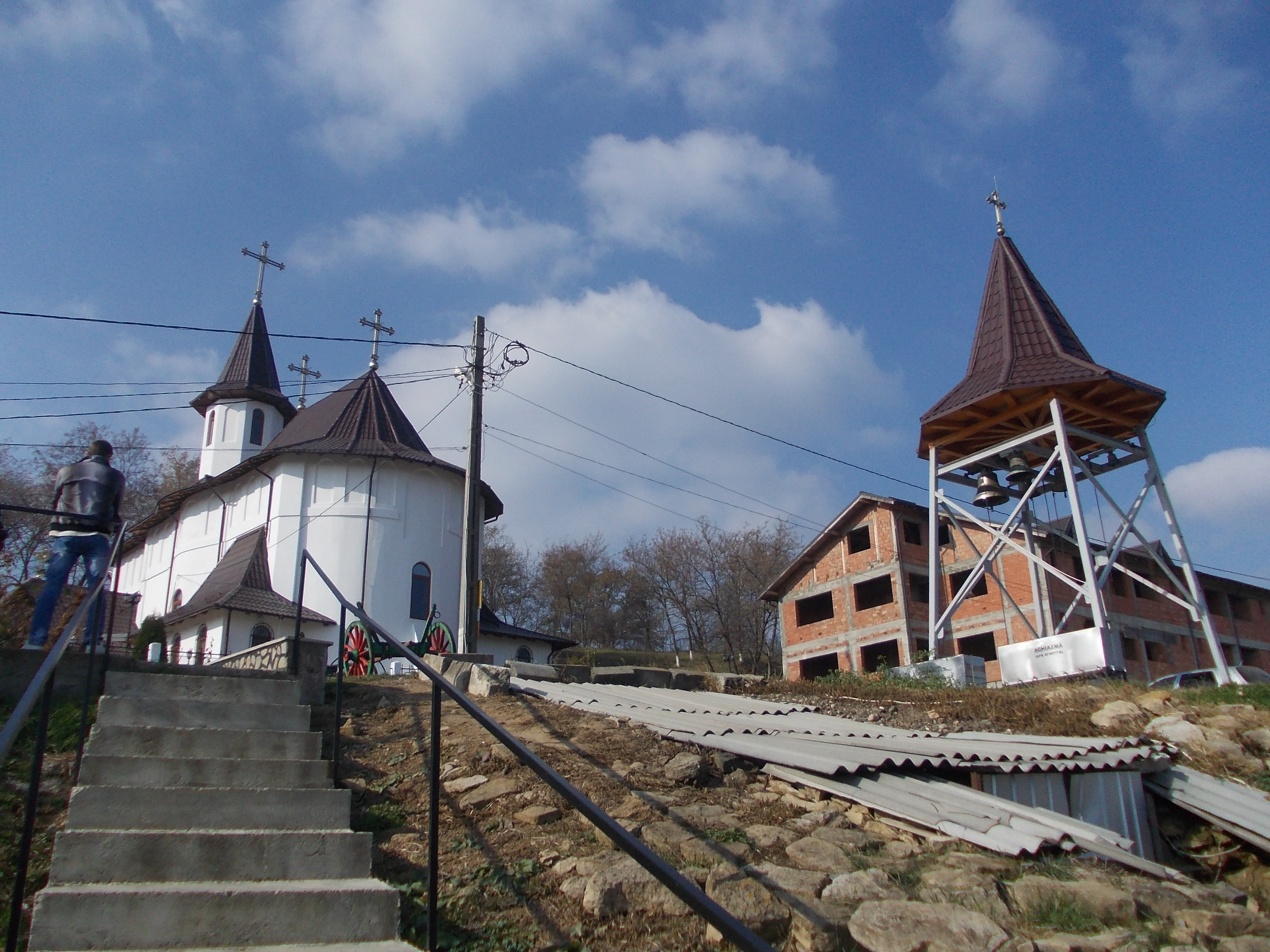
Biserica mânăstirii alături de turnul de clopotniță și un viitor motel
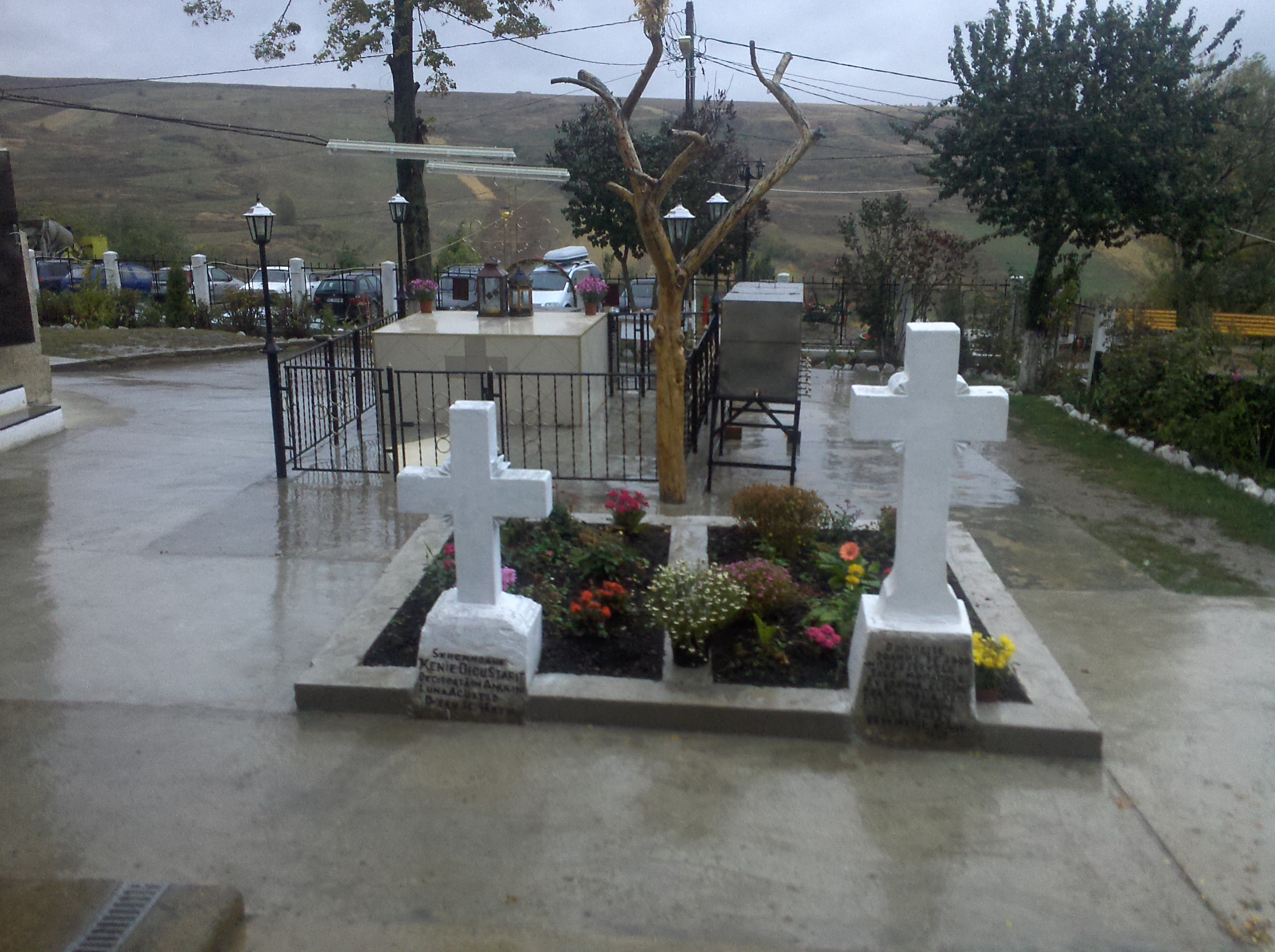
Imagine din curtea mânăstirii

1. 1 2  Arhivele Naționale ale României, Serviciul Județean Iași, fond Schitul Giurgeni, pachet IV, dosar 36. Orig.
2. 1 2  Inscripție în dreapta jos „Ierom. Nectarie Zugravul, anul 1765”
3. ↑  Inscripții recente, Staret Schimonahie Xenie Dicu, 20 august 1917 și „Aici odihnește servele Tale, Evhenia, Elisabeta, Agafia, Maria, Xenia Sion si Doamna Zoe Barzu, anul 1927”